# Head or Heart
Head or Heart là album phòng thu thứ hai của nữ ca sĩ kiêm sáng tác người Mỹ Christina Perri, được phát hành vào ngày 1 tháng 4 năm 2014 bởi hãng thu âm Atlantic Records. Đây là sản phẩm dài đầy đủ đầu tiên của Perri kể từ album phòng thu trước đó của cô là Lovestrong (2011). Album ban đầu được dự kiến phát hành vào ngày 11 tháng 3 năm 2014, nhưng sau đó ngày phát hành lại bị đẩy lùi xuống 1 tháng 4 năm 2014.

## Bối cảnh và phát triển
Trong một bài phỏng vấn thực hiện bởi Sarah Marie Pittman từ Pollstar được đăng tải vào ngày 25 tháng 4 năm 2014, Perri miêu tả rằng những áp lực xung quanh công việc sáng tác cho album phòng thu thứ hai mà cô gặp phải là điều không thể tránh khỏi: "Tôi đã hoàn toàn phải tự đánh lừa chính bản thân mình, thật lòng mà nói, và phải giả vờ rằng sẽ hoàn toàn không có một ai nghe album này cả."
Bài hát đầu tiên và cô viết cho album là "Trust", mà theo như Perri thì nó có ảnh hưởng không nhỏ đến toàn bộ phần còn lại của album. Cô tự sáng tác nhạc một mình trong ba tháng, và hợp tác cùng với những người viết khác trong ba tháng kế tiếp, với con số tổng cộng là 49 bài hát để lựa chọn cho album cho tới trước tháng 5 năm 2013.
Perri nói rằng 13 bài hát được lựa chọn cho album "là những thứ mà tôi nghĩ là những bài hát thuần khiết, khi mà tôi không hề phải gắng sức."
Perri bắt đầu tweet và đăng các bức ảnh lên Instagram về quá trình thực hiện album phòng thu thứ hai của cô với hashtag "#albumtwo", và vào ngày 21 tháng 6 năm 2013, cô thông báo rằng album này sắp được phát hành. Ngày 11 tháng 11 năm 2013, Perri tiết lộ đĩa đơn đầu tiên từ album sẽ mang tựa đề "Human", và sẽ được phát hành trên iTunes vào ngày 18 tháng 11 năm 2013. Ngày 28 tháng 11 năm 2013, Perri công bố tên album phòng thu thứ hai của cô, Head or Heart, đồng thời thông báo album sẽ được phát hành trong tháng 3 năm 2014.
Perri thừa nhận trong một bài phỏng vấn với Radio.com rằng cô cảm thấy bị suy sụp tinh thần sau khi quảng bá album lovestrong. (2011) trước đó của mình. Cô tiết lộ, "Tôi không muốn làm một điều gì đó không xác thực, và tôi sợ hãi khi không hoàn thành trách nhiệm hoặc là phải ép buộc bất cứ thứ gì. [...] Tôi nhớ mình đã nằm trên sàn nhà và chỉ khóc. Khóc vui và khóc buồn cùng một lúc. Tôi chỉ là đang cố gắng tin vào những việc vừa mới xảy ra."

## Thu âm và sản xuất
Album được thu âm vào năm 2013 với các nhà sản xuất Martin Johnson, Jake Gosling, John Hill và Butch Walker. Perri thu âm tổng cộng chín bài hát trong album cùng với Gosling ở gần London trong vòng tám tuần trước khi quay trở lại Los Angeles để thu âm bốn bài hát còn lại.
Trong bài phỏng vấn vào tháng 12 năm 2013 với Radio.com, Perri tiết lộ cô đã làm việc cùng với Ed Sheeran trong một bài hát có tên là "Be My Forever". Cô phát biểu: 
Tôi là người đã yêu rất nhiều trong cuộc đời của mình, điều này thật tuyệt vời bởi tôi biết là trong tôi có những bài hát hạnh phúc. [...] Tôi không muốn phải ép buộc một bài hát vui vẻ nào, và tôi nghĩ bạn có thể luôn luôn chỉ ra được khi mà bài hát đó quá giả tạo. Tôi nhớ mình đã đi vào phòng thu với anh chàng ấy và anh ấy nhìn tôi và tôi như bừng sáng. Và tôi kiểu, "Tôi xin lỗi. Tôi đang yêu. Việc này sẽ trở nên tồi tệ. Chúng ta sẽ không sáng tác một bài hát nào cả."

## Quảng bá
Nhằm quảng bá cho album, Perri bắt tay vào thực hiện một chuyến lưu diễn dài hai tháng xuyên suốt Bắc Mỹ. Head or Heart Tour bắt đầu diễn ra vào cuối mùa xuân năm 2014, từ ngày 4 tháng 4 cho tới ngày 26 tháng 5, với địa điểm mở màn là Denver, Colorado, và kết thúc tại Vancouver, British Columbia, Canada.

## Đĩa đơn
"Human" được phát hành làm đĩa đơn đầu tiên từ album vào ngày 18 tháng 11 năm 2013. Tới tháng 6 năm 2014, đĩa đơn đã được tiêu thụ hơn một triệu bản tại Hoa Kỳ. "Burning Gold" được phát hành làm đĩa đơn thứ hai tại Vương quốc Anh vào ngày 9 tháng 6 năm 2014. Video âm nhạc đi kèm được ra mắt vào ngày 1 tháng 8 năm 2014.
Đĩa đơn thứ ba của album, "The Words", được phát hành vào ngày 26 tháng 1 năm 2015 cùng với một video âm nhạc có sự tham gia của nam diễn viên phim truyền hình Ngày xửa ngày xưa Colin O'Donoghue và được đạo diễn bởi Iouri Philippe Paillé.

## Tiếp nhận

### Thương mại
Head or Heart ra mắt tại vị trí thứ tư trên bảng xếp hạng Billboard 200 của Hoa Kỳ, với doanh số 40,000 bản trong tuần đầu phát hành.

### Đánh giá chuyên môn
| Đánh giá chuyên môn | Đánh giá chuyên môn |
| Nguồn đánh giá      | Nguồn đánh giá      |
| Nguồn               | Đánh giá            |
| ------------------- | ------------------- |
| AllMusic            | [ 2 ]               |
| The Guardian        | [ 15 ]              |
| Newsday             | (B-)                |

Từ khi phát hành, Head or Heart đã nhận được nhiều ý kiến khác nhau từ giới phê bình âm nhạc. James Christopher Monger của AllMusic chấm cho album 3,5 trên 5 sao, và miêu tả album này "tự tin hơn sản phẩm đầu tiên, tuy nhiên vẫn còn đọng lại rất nhiều thương tổn từ nó". Với nhận xét 2 trên 5 sao trên tờ The Guardian, Phil Mongredien cho rằng album "đánh nặng về những bản ballad hùng vĩ, tha thiết mà – ngoại trừ bài hát 'Sea of Lovers' bay vút lên – tập trung vào kỹ thuật hơn là sức hấp dẫn."

## Danh sách bài hát
Phần ghi chú được lấy từ sách ảnh của album.
| STT              | Nhan đề                                  | Sáng tác                             | Sản xuất                | Thời lượng |
| ---------------- | ---------------------------------------- | ------------------------------------ | ----------------------- | ---------- |
| 1.               | "Trust"                                  | Christina Perri                      | Jake Gosling            | 3:32       |
| 2.               | "Burning Gold"                           | Perri Kid Harpoon                    | John Hill, Butch Walker | 3:45       |
| 3.               | "Be My Forever" (hợp tác với Ed Sheeran) | Perri Jamie Scott                    | Gosling                 | 3:20       |
| 4.               | "Human"                                  | Perri Martin Johnson                 | Johnson                 | 4:10       |
| 5.               | "One Night"                              | Perri Kevin Griffin                  | Gosling                 | 3:06       |
| 6.               | "I Don't Wanna Break"                    | Perri Jack Antonoff                  | Antonoff, Hill          | 3:53       |
| 7.               | "Sea of Lovers"                          | Perri Jim Eliot                      | Gosling                 | 3:37       |
| 8.               | "The Words"                              | Perri David Ryan Harris David Hodges | Walker                  | 4:14       |
| 9.               | "Lonely Child"                           | Perri Griffin                        | Gosling                 | 3:45       |
| 10.              | "Run"                                    | Perri                                | Gosling                 | 4:20       |
| 11.              | "Butterfly"                              | Perri                                | Gosling                 | 3:47       |
| 12.              | "Shot Me in the Heart"                   | Perri Scott                          | Gosling                 | 3:43       |
| 13.              | "I Believe"                              | Perri Hodges                         | Gosling                 | 4:41       |
| Tổng thời lượng: | Tổng thời lượng:                         | Tổng thời lượng:                     | Tổng thời lượng:        | 49:53      |

| Bài hát tặng kèm phiên bản Google Play | Bài hát tặng kèm phiên bản Google Play | Bài hát tặng kèm phiên bản Google Play | Bài hát tặng kèm phiên bản Google Play |
| STT                                    | Nhan đề                                | Sáng tác                               | Thời lượng                             |
| -------------------------------------- | -------------------------------------- | -------------------------------------- | -------------------------------------- |
| 14.                                    | "Human (Uncovered Version)"            | Christina Perri                        | 4:19                                   |

## Những người thực hiện
Phần ghi chú được lấy từ AllMusic.
| Nổi bật - Jack Antonoff — biên soạn, nhạc sĩ, sản xuất, lập trình - Jim Eliot — biên soạn - Jake Gosling — hợp âm/điệp khúc, kỹ sư, nhạc sĩ, sản xuất, lập trình - Kevin Griffin — biên soạn - David Ryan Harris — biên soạn - John Hill — nhạc sĩ, sản xuất, lập trình - David Hodges — biên soạn, nhạc sĩ - Martin Johnson — biên soạn, kỹ sư, hòa âm, nhạc sĩ, sản xuất, lập trình - Christina Perri — hợp âm/điệp khúc, biên soạn, chỉ đạo, nhạc sĩ, nghệ sĩ hát chính Sản xuất - Jonathan Allen — kỹ sư - Mark Bengston — trợ lý hòa âm, Pro-Tools - Chris Bernard — kỹ thuật trống - Delbert Bowers — trợ lý kỹ sư, trợ lý hòa âm - Michael Brauer — hòa âm - Tom Coyne — chủ nhiệm - Gordon Davidson — trợ lí - Chris Gallad — trợ lý kỹ sư, trợ lý hòa âm - Gersh — kỹ thuật trống - John Horne — trợ lý kỹ sư - Christian Humphreys — trợ lý kỹ sư - Marcus Johnson — trợ lý kỹ sư | Âm nhạc - Ruth Barrett — string arrangements - Charlie Bisharat — bộ dây - Thomas Bowes — nhạc trưởng - David Campbell — chỉ đạo, cải biên bộ dây - Lori Casteel — chuẩn bị âm nhạc - Mike Casteel — chuẩn bị âm nhạc - Adam Coltman — hợp âm/điệp khúc - Tommy Culm — hợp âm/điệp khúc - Murray Cummings — nhạc sĩ - Sophie Davis — hợp âm/điệp khúc - Hannah Dawson — nhạc sĩ - Matt Funes — bộ dây - Matthew Gooderham — hợp âm/điệp khúc - Eli Gosling — điệp khúc thiếu nhi - Lucy Gosling — hợp âm/điệp khúc - Peter Gosling — hợp âm/điệp khúc, nhạc sĩ - Zuban Gosling — điệp khúc thiếu nhi - Isobel Griffiths — đầu thầu bộ dây - Julian Hallmark — bộ dây - John Hanson — nhạc sĩ - Marianne Haynes — nhạc sĩ - Nicholas Holland — nhạc sĩ - Jeremy Isaac — nhạc sĩ - Suzie Katayama — đầu thầu bộ dây, bộ dây | Khác - Ryan Chisholm — quản lý - Tony Corey — tiếp thị - Pete Ganbarg — A&R - Tom Gates — quản lý |

## Xếp hạng
| Bảng xếp hạng (2014)                | Vị trí cao nhất |
| ----------------------------------- | --------------- |
| Album Úc (ARIA)                     | 23              |
| Album Áo (Ö3 Austria)               | 41              |
| Album Bỉ (Ultratop Vlaanderen)      | 80              |
| Album Bỉ (Ultratop Wallonie)        | 130             |
| Album Canada (Billboard)            | 6               |
| Album Hà Lan (Album Top 100)        | 44              |
| Album Đức (Offizielle Top 100)      | 72              |
| Album Hungaria (MAHASZ)             | 27              |
| Album Ireland (IRMA)                | 14              |
| Album Scotland (OCC)                | 9               |
| Album Thụy Sĩ (Schweizer Hitparade) | 16              |
| Album Anh Quốc (OCC)                | 8               |
| Album Hoa Kỳ Billboard 200          | 4               |

## Lịch sử phát hành
| Quốc gia | Ngày               | Định dạng      | Hãng đĩa | Nguồn  |
| -------- | ------------------ | -------------- | -------- | ------ |
| Hoa Kỳ   | 1 tháng 4 năm 2014 | CD tải nhạc số | Atlantic | [ 31 ] |